# Isactinernus quadrilobatus
Isactinernus quadrilobatus är en havsanemonart som beskrevs av Oscar Henrik Carlgren 1918. Isactinernus quadrilobatus ingår i släktet Isactinernus och familjen Actinernidae. Inga underarter finns listade i Catalogue of Life.